# هواپیماچه معمولی
هواپیماچه معمولی (نام علمی: Phaedyma shepherdi) نام یک گونه از سرده هواپیماچه‌ها است.